# Vampirismo
El vampirismo clínico es un trastorno mental, una parafilia caracterizada por ser asociada con una necesidad compulsiva de ver, sentir o ingerir la sangre, existiendo o no, el autoengaño creencial de ser un vampiro.
Aunque en la literatura médica se trata el tema hace más de cien años, la bibliografía es escasa. El vampirismo fue propuesto formalmente como afección clínica particular en 1985 por Herschel Prins, y en 1992 el psicólogo Richard Noll describió sus características con el nombre de Síndrome de Renfield. El trastorno propuesto no está incluido en el CIE-10 ni ningún otro manual diagnóstico.
A finales de la Edad Media se produjo una histeria colectiva respecto del vampirismo. Todos los que creían ser víctimas de vampiros atribuían su existencia mediante causas medicinales de las cuales no había pruebas científicas, pero verificadas por el pensamiento mágico, como una negación del racionalismo.
Enfermedades como la lepra, la porfiria, la rabia, la catalepsia, y la tuberculosis eran asociadas al tema del vampirismo y las comunidades accedían sin ningún tipo de escrúpulos a profanar tumbas verificando la calidad de los cadáveres incorruptos.
Los habitantes de la Europa medieval, en plena histeria colectiva, solían clavar una estaca en el cadáver (en el corazón, debido a las creencias populares), para la verificación del finiquitado vampiro post mortem. Al momento de ser atravesado por una estaca, el cadáver emitía una "exhalación", causada por el movimiento del aire y gases atrapados en el cuerpo (muchos fallaban al clavar la estaca, y perforaban el pulmón en su lugar, produciendo así el desplazamiento de gases), pasando por las cuerdas vocales y finalmente saliendo por la boca, dando la sensación de un "último suspiro".
Esto responde a la causa científica del aire que se aloja en la glotis (que se exhala al ser expuesta a la perforación).

## Sinónimos
- Síndrome de Renfield acuñado por el psicólogo Richard Noll en 1992,[4] basado en el personaje ficticio R.M. Renfield de la novela Drácula de Bram Stoker. Un comedor compulsivo de aves, moscas y arañas, entre otros, para obtener su fuerza vital.
- Hematodixia y hematodipsia: términos no usados ni aceptados por la comunidad médica o científica, acuñados y usados en ciertas publicaciones de periodismo pseudocientífico.[6]
- Sanguinarius: Término acuñado, particularmente entre grupos anglosajones, por algunos practicantes de vampirismo no criminal, o no violento, para auto denominarse en un contexto de subcultura.[7]

## Clasificación
En la literatura psiquiátrica profesional se asocia el síndrome de Renfield con excitación sexual después de la pubertad. Para los psicólogos, el vampirismo es una forma de alcanzar excitación y placer sexual a través de la agresión. Por tal razón se puede considerar que el vampirismo clínico es un tipo de parafilia poco común.
Algunos autores la consideran una variación de la necrofilia. También consideran que es una forma de sadismo, ya que estos individuos chupan la sangre de las heridas que ocasionan a sus víctimas en su arrebato sexual.
También se la puede incluir como un tipo de Fetichismo sexual, pues consiste en la excitación erótica o la facilitación y el logro del orgasmo a través de una sustancia o parte del cuerpo en particular, es decir de la sangre como fetiche.

## Etiología
La causa de esa condición clínica no está plenamente identificada. Aplicando la teoría psicoanalítica, el vampirismo clínico podría deberse a traumas y conflictos durante el desarrollo del individuo en la infancia.

## Diagnóstico diferencial
Muchos pacientes con este trastorno han sido diagnosticados por psiquiatras o psicólogos como psicóticos o esquizofrénicos, aunque otros han propuesto que se definan estos casos como parte de una enfermedad particular con signos, síntomas y patogenia propios que han denominado como Síndrome de Renfield.
Algunos pacientes niegan el carácter erótico o la connotación sexual de la experiencia de ingerir sangre, atribuyendo, en forma delirante, su conducta a la necesidad de mantenerse vitales y activos únicamente a partir de la sangre, rasgo que algunos psiquiatras señalan como síntoma de esquizofrenia de tipo residual o de tipo indiferenciado. 
En ciertos casos de vampirismo grupal no violento, con donadores pasivos voluntarios, el diagnóstico más adecuado sería el de sadomasoquismo.
Se debe distinguir de comportamientos sociopáticos y rituales sangrientos que caracterizan a algunas sectas religiosas, como por ejemplo los seguidores de la diosa Kali en la India o de la Santa Muerte en México. Pese a que este trastorno no está establecido ni aceptado completamente por el mundo médico como un síndrome, el psicólogo Richard Noll señala que suele producirse con mayor frecuencia en los varones, y propone una serie de fases en su desarrollo:
1. Infancia: el primer estadio suele producirse durante la infancia, cuando el niño se ve involucrado en un incidente sangriento en el que descubre la excitación de la sangre.
2. Autovampirismo: donde descubre el placer que le provoca la visión o el sabor de su propia sangre.
3. Zoofagia: donde pasan a probar la sangre de animales, siendo especialmente atraídos por los denominados animales de compañía.
4. Vampirismo clínico: es el estado más avanzado del síndrome y el que lo caracteriza, en el que el individuo pasa a ingerir compulsivamente la sangre de otros seres humanos, ya sea bebiendo sangre recolectada obtenida de bancos de sangre o laboratorios, o directamente de un sujeto donador voluntario es decir de manera consensuada, o en los casos criminales mordiendo y desangrando violentamente a las víctimas.

## Tratamiento
No existe tratamiento específico y en concordancia con la teoría psicoanalítica en la etiología del trastorno algunos autores plantean que los pacientes de vampirismo clínico podrían beneficiarse con un enfoque psicodinámico y con la incorporación del pensamiento psicoanalítico en un enfoque terapéutico integral, o con terapias cognitivo-conductuales.

## Hematodixia
Son los llamados vampiros vivos, es decir, aquellas personas que siendo perfectamente normales en su apariencia externa, precisan del consumo de sangre para poder sobrevivir. La hematodixia aparece en tratados de medicina y de nefrología, monografías sobre Vampiros y otros legajos esotéricos sin que figure como patología alguna. Se la ha descrito como anemia perniciosa. El enfermo no puede absorber correctamente la vitamina B12 debido a carencias en la sangre o algún fallo renal. Conforme progresa la anemia se producen cambios en la tez, debilidad, entumecimiento en las piernas y en ocasiones, pérdida de control. Los síntomas presentes son palidez, debilidad, dificultad respiratoria, náuseas, vómitos y aversión a la luz. Durante años no se ha dispuesto de ningún tratamiento preciso, pero en 1926 se descubrió que el suministro continuado de hígado fresco podía contrarrestar la anemia perniciosa. Posteriormente se sustituyó por complejos vitamínicos muy concentrados, y a veces conjuntamente con vitamina B12 y ácido fólico. En casos agudos el paciente entra en diálisis y la única solución es el trasplante renal o hepático.

## Pacientes de vampirismo famosos
En la historia, en las crónicas periodísticas y en los registros policiales existen muchos personajes cuya conducta criminal o acciones sangrientas tienen características psiquiátricas indudables que permitirían clasificarlos como pacientes de vampirismo.

### Vlad Draculea
Este personaje histórico, extremadamente cruel y violento, apodado "Tepes" por su método preferido de tortura, el empalamiento, fue un voivoda o príncipe de Valaquia (hoy parte de Rumanía), declarado héroe rumano por librar a la región y a Europa de los otomanos. Vlad Tepes inspiró el personaje protagonista de Drácula en la novela de Bram Stoker; pero no existen registros o documentos históricos que lo acusen de beber sangre humana aunque sea una referencia obligada al tratar el tema del vampirismo y su vida está entretejida con el mito del vampiro. Sus crímenes y excesos sugieren que podría haber padecido algún otro tipo de trastorno psiquiátrico aunque hay quienes señalan que solo fue un hombre desalmado pero de su tiempo, pues le tocó enfrentar desde niño unos problemas para los cuales era común en esa convulsa época aplicar castigos y medidas extremas escarmentadoras.

### Condesa Isabel Bathory
Llamada "La Condesa Sangrienta", fue una aristócrata húngara que vivió entre los siglos XV y XVI, famosa en Europa por su belleza. Después de quedar viuda en 1604, para no perder su juventud y hermosura, practicó la magia negra y asesinó a 650 jóvenes campesinas a quienes torturaba y desangraba para obtener sangre para sus baños o para beberla, considerando que la sangre de doncellas vírgenes la conservarían bella y lozana, hasta que el emperador Matías de Habsburgo y el palatinado la detuvieron y la juzgaron, siendo condenada en 1611 a cumplir cadena perpetua emparedada en sus aposentos en donde murió en 1614.

### Gilles de Rais
Este aristócrata francés del siglo XV, que luchó en los años finales de la "Guerra de los Cien Años" junto a Juana de Arco, torturó y dio muerte de 80 a 200 ganaderos y niños sirvientes, durante 8 años, hasta que en el año 1440 fue capturado, procesado y ejecutado.

### Peter Kürten
Este alemán, más conocido como "El Vampiro de Düsseldorf", con una infancia caracterizada por la extrema pobreza y la violencia, desde muy joven se involucró en actividades delictivas incluyendo zoofilia y sadismo, y a los 9 años, según confesó, causó el ahogamiento de dos niños. Pese a sus maneras apacibles, su aspecto imperturbable y a ser considerado por sus vecinos como una persona seria y amable, fue condenado por diversos delitos como robo, asalto o deserción de sus obligaciones militares. Su primer homicidio, una niña de ocho años, tuvo lugar en 1913, y al final de su vida fue acusado y condenado en 1930 por nueve asesinatos y siete intentos de asesinato. No hay constancia de que bebiera sangre de sus víctimas pero si confesó el placer de verla correr. Sin arrepentirse ni sufrir remordimientos por sus actos, antes de ser guillotinado preguntó al psiquiatra que lo atendía: "Después de que me decapiten, ¿podré oír por un momento el sonido de mi propia sangre al correr por mi cuello? Ese será el placer para terminar con todos los placeres".

### Fritz Haarmann
Apodado como "El Vampiro de Hannover" , este alemán asesinó a principios del siglo XX a por lo menos 27 varones adolescentes, a los cuales confesó luego haber seccionado la carótida con un mordisco, antes de ser descubierto en 1925, cuando fue juzgado y ejecutado mediante decapitación.

### Bela Kiss
Este húngaro fue descubierto en 1916 mientras se hallaba en el frente, pues había sido reclutado para luchar durante la Primera Guerra Mundial, cuando las autoridades, intentando confiscar la gasolina que él había declarado guardaba en su propiedad, descubrieron 24 cadáveres conservados en alcohol en seis barriles metálicos que correspondían a los de su mujer y a los del amante de ésta, quienes todos creían que habían huido, así como a 22 mujeres estranguladas a las que Kiss engañó con promesas de matrimonio. Aunque no hay evidencias o referencias válidas, algunos rumores[cita requerida] señalan que los cadáveres habían sido desangrados y es mencionado[cita requerida] como ejemplo de vampirismo. Bela Kiss nunca fue encontrado, y se le consideró un desaparecido de la guerra aunque se sospecha que desertó de las filas y luego se alistó en la Legión Extranjera o emigró a América.

### Allan Menzies
Menzies es un escocés de 22 años adicto al cine que se obsesionó con la película La reina de los condenados (2002), basada en la novela homónima de Anne Rice, según declaró posteriormente a su detención tras matar a su amigo Thomas McKendrick, de 21 años, quien precisamente le había facilitado una copia de la película, que vio más de cien veces durante ese mes. Convencido de que Akasha, la vampiresa interpretada por la fallecida cantante estadounidense Aaliyah, era real y que había pactado con él para convertirlo en inmortal si mataba a alguien, un día de diciembre de 2002, cuando su amigo se burló e hizo comentarios de carácter sexual sobre la actriz, Allan le asestó 42 puñaladas, le destrozó la cabeza con más de 10 martillazos, se bebió su sangre y comió parte de su cerebro. Durante el juicio no se mostró arrepentido en ningún momento e insistía en haberse convertido en un vampiro inmortal. El juez dictó la sentencia en 2003 condenándole a cumplir al menos 18 años en prisión sin posibilidad de salir en libertad condicional, calificándolo de  «psicópata diabólico, violento y altamente peligroso, no apto para estar en libertad». Este individuo apareció muerto en su celda el 15 de noviembre de 2004 por aparente suicidio.

### Otros
Diversos criminales, particularmente los asesinos en serie, han sido descritos como vampiros por sus acciones criminales explicadas así a partir de una atracción por la sangre; aunque en el caso de algunos es difícil clasificarlos dada la diversidad de sus acciones perversas y que posiblemente los móviles o causas fueron primordialmente la codicia o un trastorno mental distinto a la parafilia. 
Entre ellos está Enriqueta Martí, proxeneta de pedófilos y bruja, que en la Barcelona de principios del siglo XX fue procesada por secuestro y asesinato de niños para extraerles la grasa y la sangre, con el fin de elaborar menjurjes que vendía con éxito, supuestamente para curar la tuberculosis. 
En Francia se menciona a Martin Dumollard, quien mató a varias mujeres en 1861 para robar sus pertenencias; posiblemente las violó pero en el proceso no hubo mención ni suposición de que bebiera su sangre. También en Francia en 1878 Joseph Vacher mató a varias personas a lo largo del país, cometiendo actos de canibalismo y necrofilia pero no hay certeza de que practicara específicamente el vampirismo. Igualmente en Francia en 1871 la policía capturó al empleado de una carnicería llamado Eusebius Pieygdagnelle quien confesó el asesinato de siete personas impulsado por su obsesión por la sangre.
En Polonia, Juan Koltrun, llamado el "Vampiro de Podlaski", en 1982 bebió la sangre de dos de sus siete víctimas. En Rumanía, Ion Rîmaru, apodado "El Vampiro de Bucarest", asesinó a cerca de 16 personas entre 1970 y 1971, y varias de sus víctimas presentaban indicios de violaciones y de vampirismo.
En EUA la californiana Deborah Jean Finch en 1992 confesó haber ingerido la sangre de su víctima, a la que apuñalo en el cuello tras un supuesto pacto suicida. También en EUA, John Brennan Crutchley, ingeniero informático de 39 años, sospechoso de ser autor de varios asesinatos sangrientos sin resolver, fue atrapado en 1985 en Florida cuando su última víctima logró escapar después de ser torturada y desangrada. El igualmente estadounidense James Riva, quien purga cadena perpetua en Massachusetts y alega sufrir una enfermedad mental, en 1981 mató a su abuela bajo la convicción de ser un vampiro de 700 años, para beber su sangre como método defensivo, pues la consideraba una vampiresa que se alimentaba de él mientras dormía.
En Brasil, Marcello Acosta de Andrade mató en 1991 a 14 jóvenes en Río de Janeiro para rejuvenecerse con su sangre. En México, en 1962, Magdalena Solís asesinó a alrededor de 10 personas durante rituales orgiásticos que incluían el consumo de la sangre de las víctimas.
En Alemania, Manuela Ruda, joven de 23 años y su marido Daniel de 26, fueron juzgados y condenados en el 2002 por el asesinato en julio de 2001 de su amigo Frank Hackert, acción con visos rituales que incluyó beber la sangre de la víctima y de la cual ellos se declararon no responsables alegando haber seguido órdenes de Satanás de quien eran sus seguidores.
La lista es larga, quizás interminable, y continúa con Wayne Boden, "El Vampiro Violador"; Nicolas Claux, "El Vampiro de París" y otros que han sido apodados vulgarmente por la gente o por los medios de comunicación como "vampiros".

## Vampirismo fraudulento
En 1949, John George Haigh fue acusado en Londres de asesinar a 6 personas cuyos cuerpos disolvió en ácido sulfúrico intentando hacer desaparecer toda evidencia de sus crímenes, por lo cual fue llamado el "asesino del ácido". Haigh alegó como causa de sus actos el tener sueños reiterados que lo impulsaban a matar y a beber sangre causando que los diarios lo llamaran también "el vampiro de Londres"; pero no se encontraron evidencias de que bebiera la sangre de sus víctimas ni de que actuara bajo ningún tipo de compulsión por ella. El jurado consideró que alegaba el vampirismo para que le declararan incapacitado mental y así librarse de la pena de muerte y que ejecutó sus crímenes por la codicia, por lo cual fue condenado a morir en la horca.